# FN Водолея
FN Водолея (лат. FN Aquarii), HD 200356 — одиночная переменная звезда в созвездии Водолея на расстоянии приблизительно 757 световых лет (около 232 парсеков) от Солнца. Видимая звёздная величина звезды — от +7,35m до +7,34m.

## Характеристики
FN Водолея — жёлто-белый гигант, пульсирующая переменная звезда типа Дельты Щита (DSCTC) спектрального класса F5III или F2III. Эффективная температура — около 6742 К.